# Memcached
Memcached és un sistema distribuït de propòsit general per a cache basat en memòria, dissenyat per Danga Interactive i que és molt usat en l'actualitat per múltiples llocs web.
Memcached és emprat per a l'emmagatzematge en caché de dades o objectes en la memòria RAM, reduint així les necessitats d'accés a un origen de dades extern (com una base de dades o una API). Memcached té versions per a Linux, Windows i MacOS i es distribueix sota llicència de programari lliure permissiva
El seu funcionament es basa en una taula hash distribuïda al llarg de diversos equips. Conforme aquesta es va omplint, les dades que més temps duen sense ser utilitzats s'esborren per a donar espai als nous. Normalment, les aplicacions comproven primer si poden accedir a les dades a través de Memcached abans de recórrer a un magatzem de dades més lent, com pot ser una base de dades.

## Distribucions comercials amb suport
- Couchbase Server (originalment Membase) Arxivat 2011-09-06 a Wayback Machine. ofereix un "bucket type" memcached (per lliure ús, subscripció de suport disponible)
- GigaSpaces Java basat en Memcached Arxivat 2011-09-06 a Wayback Machine. (Edició gratuïta de la comunitat, la tolerància a fallades)